# Puerto Triunfo (Colombia)
Puerto Triunfo es un municipio de Colombia, localizado en la subregión del Magdalena Medio en el departamento de Antioquia. Limita por el norte con el municipio de Puerto Nare, por el este con el departamento de Boyacá, por el sur con el municipio de Sonsón y por el oeste con los municipios de San Francisco y San Luis. Dista 180 kilómetros de la ciudad de Medellín, capital de Antioquia, y posee una extensión de 361 kilómetros cuadrados

## Historia
Puerto Triunfo es uno de los municipios más jóvenes de Antioquia. Hacia 1905 había sobre el río Magdalena un paraje del vecino municipio de San Luis conocido como "El Triunfo". Este lugar se denominaría luego Puerto Uribe, y la combinación de estos dos apelativos terminaría con el tiempo asignándole al creciente poblado la denominación actual, Puerto Triunfo, en fecha tan reciente como los años 70. Luego, en 1983, toda el área aledaña al municipio se convirtió en Reserva Turística Nacional, dada la belleza paisajística y ecológica que posee.
El municipio, especialmente su corregimiento "Doradal" tuvo su mayor apogeo durante los años 80, después de lo cual la región, debido a la migración a otros lugares, sufrió un retroceso. Actualmente es una importante reserva turística, pues entre otras circunstancias está situada sobre la estratégica arteria conocida como Autopista Medellín-Bogotá.
Animales exóticos pertenecientes y no pertenecientes a la fauna americana, como elefantes, hipopótamos, cocodrilos y caimanes, aves de muchas especies y más, fueron traídos hasta Puerto Triunfo en los años 90.

## Generalidades
- Fundación: El 20 de abril de 1945
- Erección en municipio: 1977
- Fundador: Evencio Vásquez Duque
- Apelativos: Acuarela Natural, Remanso de Paz y Pesebre de Antioquia.

## División Político-Administrativa
Además de su Cabecera municipal. Puerto Triunfo tiene bajo su jurisdicción los siguientes corregimientos (de acuerdo a la Gerencia departamental):
- Estación Cocorná
- Doradal
- Las Mercedes
- Puerto Perales
- Santiago Berrío

## Demografía
Población Total: 18 055 hab. (2018)
- Población Urbana: 2 926
- Población Rural: 15 129

Alfabetismo: 74.9% (2005)
- Zona urbana: 81.3%
- Zona rural: 72.7%

### Etnografía
Según las cifras presentadas por el DANE del censo 2005, la composición etnográfica del municipio es: 
- Mestizos & blancos (99,5%)
- Afrocolombianos (0,5%)

## Economía
- Su principal renglón económico es la ganadería, seguida por la pesca. En su jurisdicción se destaca igualmente la explotación de cemento y petróleo

- Turismo: Es una de las principales entradas del municipio, con la reserva Río Claro, y con la excelente infraestructura hotelera y de restaurantes en el corregimiento Doradal. Además hace más de 10 años funciona el Parque Temático Hacienda Nápoles, único en el país, con infraestructura hotelera, parques acuáticos y recorrido estilo safari conociendo el hábitat natural de algunas especies.

- Por último está la agricultura que se da en buena proporción frente del malecón turístico al otro lado del río, con cultivos de plátano, yuca, sandía, banano, maíz, papaya, entre otros.

## Fiestas
- Fiestas del Mango
- Fiestas de las Mercedes
- Fiestas del Turismo
- Fiestas del Limón y la Simpatía. Esta es la fiesta o celebración más reconocida del municipio
- Maratón Náutica Yuma Internacional

## Gastronomía
- Ricos pescados en sancocho o viudo, y limonada fresca
- Cocina típica antioqueña y asados.
- Cocina internacional debido al turismo.

## Sitios de interés
- Cavernas del Cóndor: Es una cueva monumental que se puede atravesar caminando en un recorrido de unos 45 minutos. En su interior habitan murciélagos y guácharos (aves nocturnas)
- Cañón del Río Claro donde se encuentra la reserva turística nacional El Refugio.
- Cascada La Cuba en límites con el municipio de San Luis.

- Puente de La Paz: Es el segundo puente más largo de Colombia con 1.215 metros de longitud y comunica los departamentos de Antioquia y Boyacá

- Río Claro: en las ciénagas formadas por este río habitan gran variedad de especies de fauna y flora. Son admiradas sus aguas cristalinas, aptas para relajarse, posee una gran riqueza paisajística.

- Parque Ecológico Recreativo y Deportivo La Esmeralda: Su piscina semi-olímpica, caseta y barandales con guaduas son de las atracciones turísticas más importantes. Ofrece los servicios de bar, restaurante y lago en el que se puede practicar la pesca deportiva.

- Aldea Doradal: Pequeño pueblito con arquitectura mediterránea, con casas de paredes blancas, tejas de barro y jardines colgantes. Es una réplica de un pueblo español y sus viviendas son apropiadas para veranear

- Microcuenca El Oro: En la cuenca existe un sendero ecológico que se extiende desde la desembocadura de la quebrada El Oro, en el río Claro, Cocorná Sur, hasta la bocatoma del acueducto del corregimiento, con caídas de agua propicias para el baño y el ecoturismo.

- Balneario San Juan: Tiene un grupo de cascadas naturales, propicias para el baño y la relajación.

- Hacienda Nápoles: Conjunto de predios localizados entre las cuencas Media y Baja de la quebrada Doradal, en el corregimiento del mismo nombre. En este lugar hay gran cantidad de bosques y especies de fauna nativa y exótica como un grupo de hipopótamos. Fue una de las propiedades preferidas del narcotraficante Pablo Escobar.

- Quebrada Las Mercedes: Lugar muy visitado por viajeros que desean hacer un alto en el camino para nadar en sus cristalinas y refrescantes aguas. Se ubica en el corregimiento del mismo nombre, sobre la autopista Medellín - Bogotá

- Río Magdalena: este lugar tiene un paisaje único y un ambiente agradable, lo que representa para la población una alternativa turística de índole regional, nacional e internacional. Bordea parte del sector oriental del municipio y se convierte en la principal arteria fluvial de comunicación, a la vez que ofrece opciones de subsistencia para las comunidades ribereñas. Debido a las características del lugar se han realizado eventos náuticos de carácter internacional.

- Malecón Ecoturístico en la cabecera municipal, el cual ofrece un maravillosa vista al río Magdalena, con rampas de acceso para eventos, ubicado en el costado oriental del Parque Principal del municipio. En este lugar se realizan certámenes deportivos nacionales e internacionales como la Maratón Náutica Nacional.

- Cementerio Municipal: En la entrada se levanta una imagen de un ángel del silencio. Tiene un pequeño templete, un gran Cristo, tumbas con decoración sencilla y morgue en la parte trasera.

- Palacio Municipal: Ubicado frente al Parque Principal, es una construcción antigua de dos pisos.

- Iglesia San Juan María Vianey.